# Miscano
A Miscano egy folyó Olaszország Campania régiójában. A Dauniai-szubappenninekből ered, áthalad Avellino és Benevento megyéken, majd az Ufita folyóba ömlik.